# Емилија Реџепи
Емилија Реџепи (бошњ. Emilija Redžepi; Призрен, 15. јул 1973) бошњачка је политичарка са Косова и Метохије. Чланица је Нове демократске странке.

## Биографија
Рођена је 15. јула 1973. године у бошњачкој породици. Критиковала је недостатак подршке питањима везане за Бошњаке на Косову и Метохији, док је на конференцији поводом Дана бошњачке заједнице подржала наставу на бошњачком језику и очување традиције. Поред тога што је била народна посланица Скупштине Републике Косово, у коју је ушла као чланица Нове демократске странке, говорила је о спољним пословима, охрабрујући Босну и Херцеговину да одустане од услова да становници Републике Косово морају имати визе за прелазак преко границе.
Ћерка јој је накратко киднапована 2015. године, што је схватила као претњу, те да би у будуће морала да „пази шта ради”. Године 2017. најавила је кандидатуру на место председнице општине Призрен, која има значајно бошњачко становништво. То је рекла након што је добила подршку своје странке. Добила је мање од 5% гласова. Касније исте године подржала је изгласавање неповерења владиној коалицији.